# 沪渝动车组列车
沪渝动车组列车是中国铁路运行于重庆市重庆北站至上海市上海站或上海虹桥站的动车组列车，途经重庆市、湖北省、安徽省、江苏省、上海市共三省二市。

## 历史
2011年1月11日，新增上海虹桥～重庆北D352/353、D354/351次列车。
2011年7月1日，配合京沪高铁开通，D352/353、D354/351次列车在上海虹桥站至亭子山线路所站间改经京沪高铁、宁蓉铁路运行，并增加南京南站办客。
2011年8月28日，受动车组降速影响，D352/353、D354/351次列车调整为快速列车并调整至上海站始发终到，同时上海站至亭子山线路所间改经京沪铁路、永亭联络线运行，车次调整为K1152/1153、K1154/1151次。
2014年7月1日，配合宁蓉铁路宜昌东至凉雾段开行动车，原上海虹桥～汉口D2216/2217、D2218/2215次列车延长至重庆北站始发终到。
2014年12月10日，原上海虹桥～汉口D2212/2213、D2214/2211次列车延长重庆北站始发终到；同时配合合肥南站启用，D2216/2217、D2218/2215次列车在合肥枢纽内改经宁蓉铁路运行。
2017年4月16日，新增上海～重庆北D956/957、D958/955次列车。
2019年7月10日，原上海虹桥～宜昌东D3072/3073、D3074/3071次列车延长至重庆北站始发终到同时在上海枢纽内调整至上海南站始发终到，同时D2212/2213次列车延长至嘉兴南站始发。
2020年7月1日，配合沪苏通铁路开通，D2216/2217、D2218/2215次列车在虹桥北线路所至亭子山线路所间改经虹封铁路、黄封铁路、沪苏通铁路、宁启铁路运行。
2021年1月20日，D3072/3073次列车调整至上海虹桥站始发。
2021年7月11日，配合国铁集团执行“动货分离”政策需要，原上海虹桥（上海）～南充北D3056/3057、D3058/3055次列车缩短至重庆北站始发终到。
2022年1月10日，原南通～重庆北D2268/2269、D2270/2267次列车延长至上海虹桥站始发终到。
2022年10月11日，D3056/3057、D3058/3055次列车延长至成都东站始发终到并将D3056/3057次列车调整至上海站始发。
2023年10月11日，配合沪宁沿江高铁开通，D2216/2217、D2218/2215次列车在陆渡线路所至汉口站间改经沪宁沿江高铁、宁安客运专线、京港高铁、阜黄高铁、武冈城际铁路、武九客运专线、滠武铁路、京广铁路运行；同时D3074/3071次列车调整至上海虹桥站终到。
2025年1月5日，D2214/2211次列车调整至上海南站终到。